# 1. Amateurliga Württemberg 1950/51
Die 1. Amateurliga Württemberg 1950/51 war die erste Saison einer gesamtwürttembergischen Amateurklasse nach dem Zweiten Weltkrieg. Der VfR Aalen gewann die Meisterschaft mit zwei Punkten Vorsprung vor VfL Sindelfingen und stieg in die neue II. Division Süd auf. Sindelfingen nahm an der erstmals ausgetragenen Deutschen Amateurmeisterschaft teil und schied dort in der Zwischenrunde gegen den nordbadischen Vertreter, Altmeister Karlsruher FV, mit 0:2 aus. Olympia Laupheim, der FV Kornwestheim, der SV Tailfingen und der SV Weingarten mussten in die 2. Amateurliga absteigen. Aus der 2. Amateurliga stiegen der VfR Heilbronn und der SC Schwenningen auf, die sich über eine Aufstiegsrunde der Meister qualifizierten.

## Hintergrund
Bis 1950 wurde in Nord- und Südwürttemberg aufgrund der Zugehörigkeit zu verschiedenen Besatzungszonen ein getrennter Spielbetrieb durchgeführt. Während Nordwürttemberg in der amerikanischen Besatzungszone lag und zum Süddeutschen Fußball-Verband gehörte, lag Südwürttemberg in der französischen Besatzungszone und gehörte zum Südwestdeutschen Fußball-Verband. Südwürttemberg wechselte 1950 in den Süddeutschen Fußballverband. Die Gruppe Süd der Oberliga Südwest sowie die Landesliga Südwürttemberg wurden aufgelöst und ihre Vereine in den süddeutschen Spielbetrieb integriert. Die neue 1. Amateurliga Württemberg wurde gebildet aus
- neun Vereinen der bisherigen Landesliga (Nord-)Württemberg
- vier Vereinen der aufgelösten Gruppe Süd der Oberliga Südwest (VfR Schwenningen, FV Ebingen, VfB Friedrichshafen und die SpVgg Trossingen)
- drei Vereinen der aufgelösten Landesliga Südwürttemberg (Olympia Laupheim, SV Tailfingen und SV Weingarten)
- zwei Aufsteigern aus (Nord-)Württemberg (VfL Sindelfingen und FV Kornwestheim)

## Abschlusstabelle
| Pl. | Verein                  | Sp. | Tore  | Punkte |
| --- | ----------------------- | --- | ----- | ------ |
| 01. | VfR Aalen               | 34  | 96:51 | 49:19  |
| 02. | VfL Sindelfingen (N)    | 34  | 89:59 | 47:21  |
| 03. | FC Eislingen            | 34  | 93:60 | 41:27  |
| 04. | VfR Schwenningen (A)    | 34  | 91:51 | 40:28  |
| 05. | Stuttgarter SC          | 34  | 80:43 | 39:29  |
| 06. | FV Ebingen (A)          | 34  | 64:53 | 39:29  |
| 07. | VfL Kirchheim/Teck      | 34  | 77:60 | 36:32  |
| 08. | Sportfreunde Stuttgart  | 34  | 62:60 | 36:32  |
| 09. | SG Untertürkheim        | 34  | 50:52 | 35:33  |
| 10. | VfB Friedrichshafen (A) | 34  | 66:63 | 32:36  |
| 11. | FV Zuffenhausen         | 34  | 55:60 | 31:37  |
| 12. | SpVgg Trossingen (A)    | 34  | 40:69 | 31:37  |
| 13. | SpVgg Feuerbach         | 34  | 52:73 | 29:39  |
| 14. | Normannia Gmünd         | 34  | 49:65 | 28:40  |
| 15. | Olympia Laupheim (SW)   | 34  | 41:80 | 27:41  |
| 16. | FV Kornwestheim (N)     | 34  | 52:82 | 26:42  |
| 17. | SV Tailfingen (SW)      | 34  | 51:81 | 24:44  |
| 18. | SV Weingarten (SW)      | 34  | 43:89 | 22:46  |

| (A)  | Absteiger aus der Oberliga Südwest 1949/50 |
| (N)  | Aufsteiger aus den 2. Amateurligen 1949/50 |
| (SW) | Landesliga Südwürttemberg 1949/50          |